# کورت ساتر
کورت ساتر (به انگلیسی: Kurt Sutter؛ زادهٔ ۵ مهٔ ۱۹۶۶) یک هنرپیشه، تهیه کننده و فیلم‌نامه‌نویس اهل ایالات متحده آمریکا است. وی از سال ۲۰۰۲ میلادی تاکنون مشغول فعالیت بوده‌است. او از سال ۲۰۰۸ تا ۲۰۱۴ میلادی به عنوان کارگردان، فیلم‌نامه‌نویس، تهیه کننده اجرایی و بازیگر در  فرزندان آشوب حضور داشته است و سه بار، در سال‌های ۲۰۰۹، ۲۰۱۴ و ۲۰۱۵، نامزد جایزه امی شده‌است.

## اوایل زندگی
کورت ساتر در راوی، نیوجرسی متولد شد. پدرش در کارخانه جنرال موتورز کار می‌کرد و مادرش دبیر اسقف اعظم کاتولیک رومی نیوآرک، نیوجرسی بود. او دو خواهر بزرگتر دارد. وی در شهرستان کلارک، نیوجرسی بزرگ شد و در سال ۱۹۸۲ میلادی، از دبیرستان له‌روزه فارغ‌التحصیل شد.

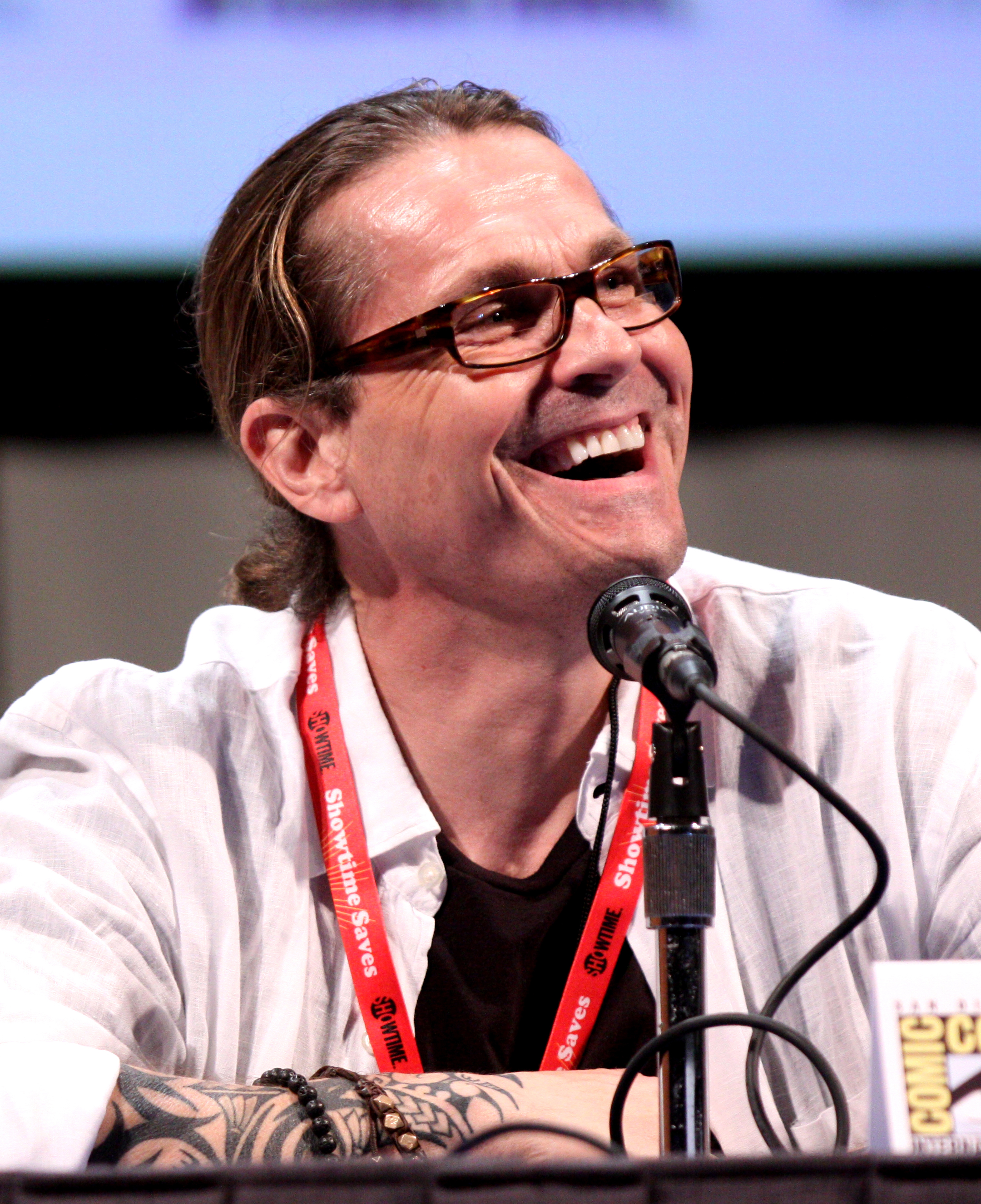
کورت ساتر در کامیک-کان سن دیگو، ژوئیه ۲۰۱۱

پس از فارغ‌التحصیلی از دانشگاه راتگرز در رشته کارشناسی فیلم‌سازی و خبرنگاری، در سال ۱۹۸۶ به نیویورک نقل مکان کرد و در تئاتر برادوی مشغول آموزش بازیگری و کارگردانی فیلم شد. در اواسط دهه نود میلادی، به عضویت استودیوی بازیگری گیتس-مانی درآمد و به تدریس بازیگری مشغول شد. سپس ساتر، به مدت سه سال در دانشگاه ایلینوی شمالی حضور یافت. او در آنجا از استادان خود الهام گرفت و شروع به ایده پردازی کرد. او پس از فارغ‌التحصیلی در مقطع کارشناسی ارشد هنرهای زیبا به لس آنجلس نقل مکان کرد و حرفه خود را با سریال سپر آغاز کرد. عمده شهرت وی، به خاطر سریال فرزندان آشوب است.

## زندگی شخصی
کورت ساتر در ۲ اکتبر سال ۲۰۰۴ با کیتی سیگال، بازیگر سریال فرزندان آشوب ازدواج کرد و سومین همسر ساگال است. دختر آن‌ها، اسمه لوییس ساتر، در ۱۰ ژانویه ۲۰۰۷ به دنیا آمد.
کورت ساتر از فعالان حقوق حیوانات و یک گیاه‌خوار است. وی همچنین به بیماری پدی فوبیا (ترس از عروسک) مبتلا است. او علاقه زیادی به موتورسیکلت دارد. ساتر سه سگ به نام‌های لولا، لامپی و آبی دارد.

## فیلم‌شناسی

### بازیگر
| سال  | فیلم      | نقش   | یادداشت |
| ---- | --------- | ----- | ------- |
| ۲۰۲۱ | آشوب مدام | کیلین | پس‌تولید |

### نویسنده
| سال  | فیلم  | نقش     | یادداشت |
| ---- | ----- | ------- | ------- |
| ۲۰۱۵ | چپ‌دست | نویسنده |         |

## تلویزیون

### تهیه کننده
| سال       | مجموعه       | سمت               | یادداشت                      |
| --------- | ------------ | ----------------- | ---------------------------- |
| ۲۰۰۲-۲۰۰۸ | سپر          | تهیه کننده        | فصل های سه،چهار،پنج،شش و هفت |
| ۲۰۰۸-۲۰۱۴ | فرزندان آشوب | تهیه کننده اجرایی |                              |
| ۲۰۱۸-۲۰۱۹ | مایانز ام‌سی  | تهیه کننده اجرایی | فصل های یک و دو              |

### نویسنده
| سال       | مجموعه تلویزیونی | یادداشت |
| --------- | ---------------- | ------- |
| ۲۰۰۲-۲۰۰۸ | سپر              |         |
| ۲۰۰۸-۲۰۱۴ | فرزندان آشوب     |         |
| ۲۰۱۸-۲۰۱۹ | مایانز ام‌سی      |         |

### کارگردان
| سال       | مجموعه تلویزیونی | یادداشت |
| --------- | ---------------- | ------- |
| ۲۰۰۷      | سپر              |         |
| ۲۰۰۸-۲۰۱۴ | فرزندان آشوب     |         |

### بازیگر
| سال       | مجموعه تلویزیونی | نقش           | یادداشت         |
| --------- | ---------------- | ------------- | --------------- |
| ۲۰۰۲-۲۰۰۴ | سپر              | مارکوس دزریان |                 |
| ۲۰۰۸-۲۰۱۴ | فرزندان آشوب     | اتو           | حضور در ۲۰ قسمت |